# 七賢路
七賢路（Cisian Rd.）為高雄市的東西向重要道路之一，本道路共分成三個部份。七賢一路、二路為東西向，東起和平一路，西至接七賢三路。七賢三路始於河西路口，約略呈南北向抵必信街口（高雄港牌樓）接蓬萊路往棧二庫。七賢一路上聚集許多金融、辦公大樓。七賢二路上早期則是補習班、特種行業林立。尾端的七賢三路早年是高雄市繁榮的道路之一，酒吧、堀江商場、阿婆冰等等都是代表。

## 命名
用以紀念魏晉時代高風亮節的竹林七賢。舊說本路為1950年代由高雄工程隊官員張浵命名，新考據乃由科員林金枝所命名。

## 行經行政區域
（由東至西）
- 新興區
- 前金區
- 鹽埕區

## 分段
七賢路共分成三個部份；七賢一路、二路由東至西，七賢三路由北至南：
- 七賢一路：東起於和平一路口，西於中山一路口接七賢二路。
- 七賢二路：東於中山一路口接七賢一路，西接七賢三路。此段被許多高中高職教師戲稱為「七賢路大學」，因為此路段擁有十幾間專門升大學和科大的補習班。此段被稱為「補習班街」（如同台北市南陽街）。
- 七賢三路：北起於河西路，並於壽星街、大有街口接七賢二路，南抵高雄港牌樓接蓬萊路。

## 沿線設施

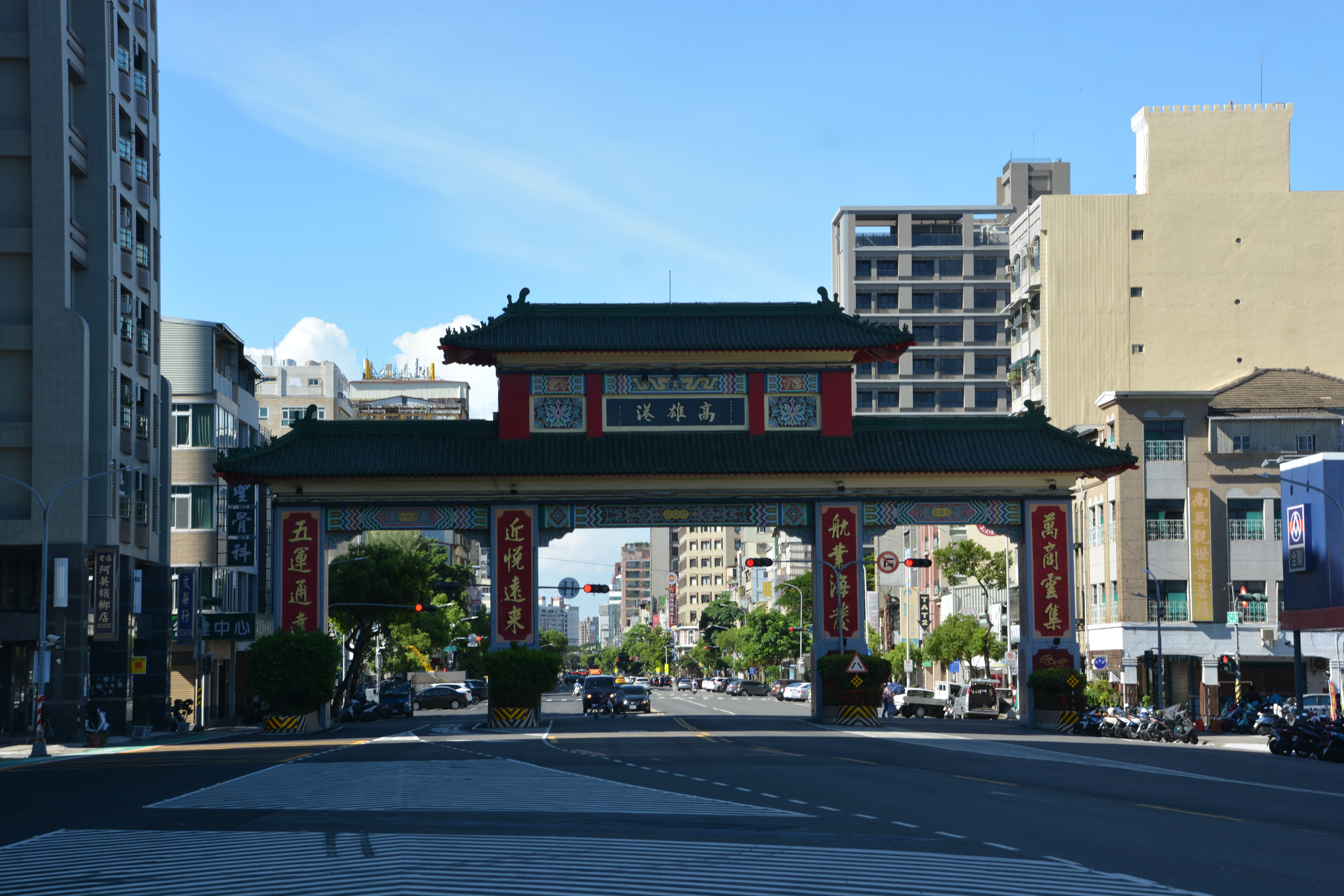
七賢三路上的高雄港牌樓（2024年7月）

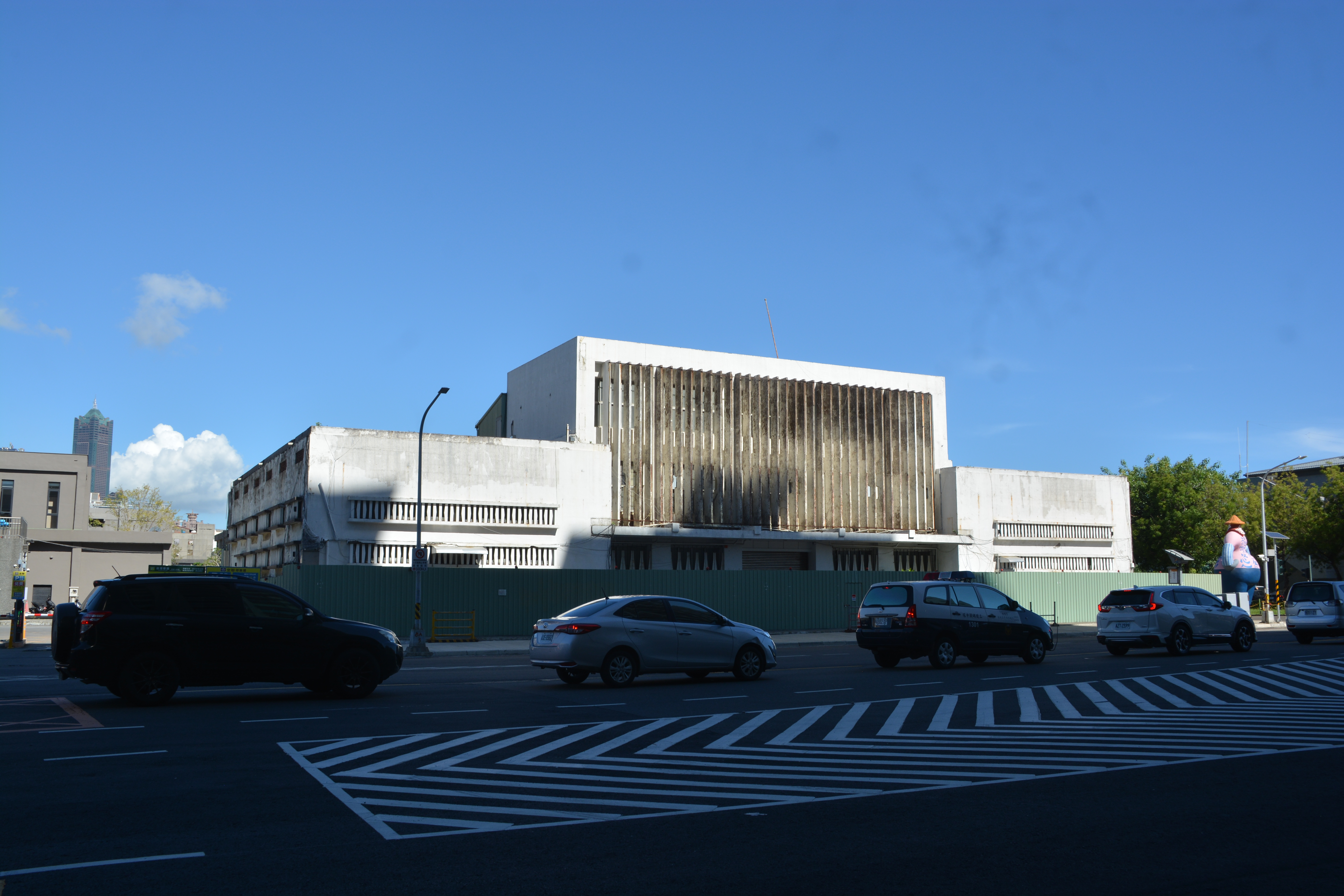
七賢三路及原臺灣省煙酒公賣局高雄分局（2024年7月）

（七賢一路、二路由東至西，七賢三路由北至南。）
- 七賢一路
  - 中華電信南部客服園區(18號)
  - 順昌郵局(104號)
  - 大高雄電腦資訊汽車機車職業工會(238號)
  - 高雄福華大飯店(311號)
  - 勞動部職業安全衛生署南區職業安全衛生中心(386號7樓~12樓)
  - 高雄市金銀珠寶商業同業公會(327號7樓)
  - 高雄市新興區七賢國民小學(393號)（页面存档备份，存于）
  - 六合公園(正門位於忠孝一路)
  - 中華電信林森服務中心(門牌設於林森一路)
- 七賢二路
  - 高雄市寢具製作職業工會(118號10樓)
  - 七賢橋
  - 府北郵局(470號)
- 七賢三路
  - 堀江商場(門牌設於五福四路)
  - 馬雅各公園
  - 高雄港牌樓
  - 原臺灣省煙酒公賣局高雄分局

## 公車資訊
- 七賢一路
  - 港都客運
    - 12 小港站－高雄車站（中山路）
    - 36 前鎮站－高雄車站（建國路）
    - 52 建軍站（捷運衛武營站）－高雄車站（站東路）
    - 56A 高雄車站（中山路）－壽山動物園
    - 69 小港幹線 小港站－高雄車站（中山路）
    - 205 中華幹線 加昌站－高雄車站－輕軌夢時代站（統一時代百貨）
    - 218 加昌站－高雄車站（建國路）

  - 漢程客運
    - 72 金獅湖站－中正高工
    - 92 自由幹線 金獅湖站－高雄車站（站東路）

  - 統聯客運（市區公車）
    - 82 瑞豐站－三山國王廟
    - 83 中崙社區－高雄車站（中山路）
    - 100 百貨幹線 瑞豐站－博愛路口（漢神巨蛋）

  - 南台灣客運
    - 301 加昌站－捷運都會公園站－高雄車站

  - 高雄客運
    - 60 覺民幹線 捷運鹽埕埔站－長庚醫院－夢裡活動中心
    - 60 覺民幹線區間 捷運鹽埕埔站－長庚醫院

  - 高雄客運、屏東客運、國光客運聯營
    - 9127（經台88線）
      - 高雄客運自立站－高雄火車站－烏龍－東港－大鵬灣

    - 9188（經台88線、國道三號）
      - 高鐵左營站－高雄火車站－林邊－枋寮－楓港－墾丁－鵝鑾鼻

- 七賢二路
  - 漢程客運
    - 168東 金獅湖站－金獅湖站
    - 168西 金獅湖站－金獅湖站
    - 92 自由幹線 金獅湖站－高雄車站（站東路）

  - 統聯客運（市區公車）
    - 82 瑞豐站－三山國王廟
    - 83 中崙社區－高雄車站（中山路）

  - 港都客運
    - 53 建軍站（捷運衛武營站）－果菜市場－高雄車站（中山路）
    - 56A 高雄車站（中山路）－壽山動物園
    - 205 中華幹線 加昌站－高雄車站－輕軌夢時代站（統一時代百貨）

- 七賢三路
  - 高雄客運
    - 11 瑞豐站（武營路）－捷運鹽埕埔站（大仁路）
    - 33 金獅湖站－捷運鹽埕埔站（大仁路）
    - 224 楠梓－大社－大灣－高雄－歷史博物館（大公路）

  - 統聯客運（市區公車）
    - 82 瑞豐站（瑞隆路）－三山國王廟

  - 港都客運
    - 88 建國幹線 鳳山轉運站（捷運大東站）－建軍站（捷運衛武營站）－捷運鹽埕埔站（大仁路）
    - 88 建國幹線延駛 黃埔公園－捷運鹽埕埔站（大仁路）
    - 99 棧貳庫－慈德堂
    - 219 加昌站－捷運鹽埕埔站（大仁路）

  - 南台灣客運
    - 248 建軍站－鼓山輪渡站

## 公共自行車
- 高雄市公共自行車租賃系統：
  - 七賢民族二路口：七賢一路/民族二路口(西北側)
  - 七賢洛陽街口：七賢一路266號前方
  - 六合公園(七賢路)：七賢一路420號南側
  - 中山七賢路口西南側：中山一路223號前方
  - 七賢自立一路口：七賢二路/自立一路(西北側)
  - 七賢新盛一街口：七賢二路/新盛一街(東北側)
  - 七賢自強路口：七賢二路242號
  - 七賢成功路口東北側：七賢二路316號
  - 七賢河東路口：七賢二路/河東路(東側)
  - 七賢府北路口西側：七賢府北路口西側
  - 七賢大公路口：七賢三路/大公路口(西南側)
  - 公園二七賢三路口：公園二路219號(東北側)

## 內部連結
- 高雄市主要道路列表

1. ↑  , 2019年10月17日  [2019年10月29日], （原始内容存档于2019年10月19日）
2. ↑  , 聯合新聞網, 2019年10月18日  [2019年11月15日], （原始内容存档于2019年10月20日） （中文（臺灣））